# Axinaea sodiroi
Axinaea sodiroi es una especie de planta de flores perteneciente a la familia  Melastomataceae. Es endémica de Ecuador.  Su hábitat natural son las montañas húmedas tropicales o subtropicales.
Es un árbol nativo de los Andes ecuatorianos, donde se conocen solamente dos colonias en la provincia de Pichincha. Una se encuentra en Gualea y otra en una localidad desconocida. Ambas colonias se descubrieron en el siglo XIX y desde entonces no se ha vuelto a encontrar nuevamente. No existe conocimiento de que se desarrollen en áreas protegidas de Ecuador, pero se tiene la esperanza de que puedan encontrarse en la Reserva Ecológica Los Ilinizas o en la Reserva Ecológica Cotacachi-Cayapas.

## Fuente
- Cotton, E. & Pitman, N. 2004.  Axinaea sodiroi.   2006 IUCN Red List of Threatened Species.   Bajado el 20-08-07.